# Lonely
Lonely – trzeci singel amerykańskiego rapera Akona. Został wydany w 2005 roku oraz umieszczony na jego debiutanckiej płycie Trouble. Utwór odniósł duży sukces i był pierwszym hitem rapera.

## Lista utworów
CD 1
1. „Lonely” (UK radio edit)
2. „Trouble Nobody”

CD 2
1. „Lonely” (UK Radio Edit)
2. „Trouble Nobody”
3. „Kill the Dance (Got Something For Ya')” (ft. Kardinal Offishall)
4. „Lonely” (Video)

US CD
1. „Lonely” (Clean)
2. „Lonely” (instrumental)
3. „Belly Dancer (Bananza)” (Snippet)